# Chiesa di San Lorenzo (Castelbonsi)
La chiesa di San Lorenzo si trova in località Castelbonsi nel comune di San Casciano in Val di Pesa. 

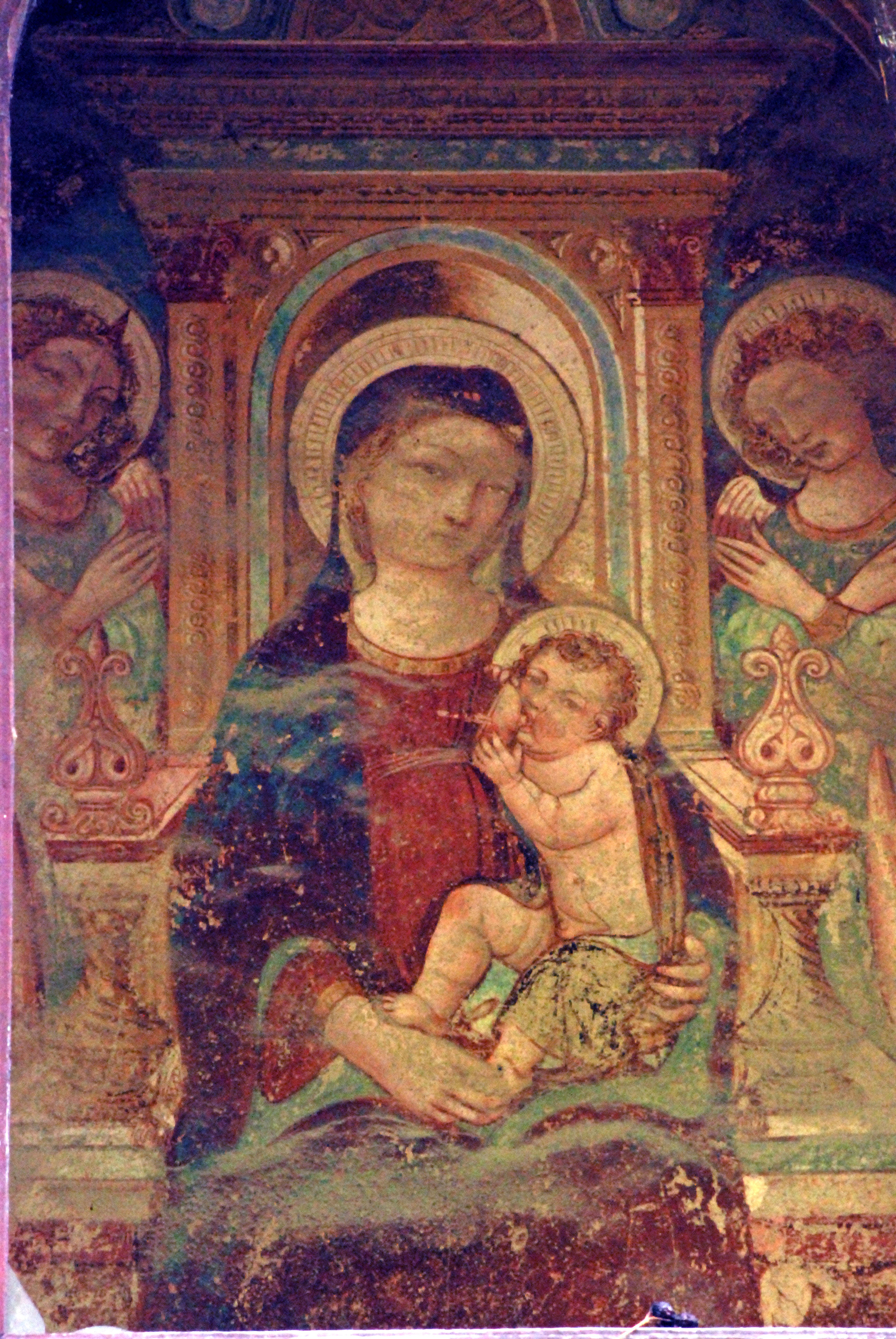
Maestro di Signa, Tabernacolo di Castelbonsi (part.)

## Storia
Sorge in prossimità dei ruderi dell'antico castello di Castelbonsi, documentato per la prima volta nel 1228 ma sicuramente più antico, che a partire dal XIII secolo fu dominio prima dei vescovi fiorentini poi della certosa del Galluzzo e dei Gherardini. Nel Quattrocento divenne proprietà del notaio della Signoria Giovanni Petrini e più tardi fu data in commenda all'ordine di Santo Stefano.
La chiesa apparteneva al piviere di Decimo e nel 1260 si impegnò a pagare 10 staia di grano per il mantenimento dell'esercito fiorentino. Nelle decime del 1276 risulta tassata per cinque lire mentre per quella del 1302 per due lire e 10 soldi. Il patronato apparteneva al popolo come risulta da un atto del XIV secolo quando le venne unita la chiesa di San Donato a Valle Apertoli. Nel XVIII secolo le venne unito il popolo della vicina chiesa di Santa Margherita a Caserotta.
È stata soppressa nel 1986.

## Descrizione
Completamente rifatta agli inizi del Settecento, si presenta attualmente come una struttura fortificata che conserva all'esterno, inserito nella cinta muraria, un tabernacolo con la Madonna e il Bambino fra i Santi Francesco e Lorenzo, attribuito al Maestro di Signa. All'altare è un ciborio in pietra del XV secolo.